# Светица (Тотемский район)
Светица — деревня в Тотемском районе Вологодской области.
Входит в состав Погореловского сельского поселения, с точки зрения административно-территориального деления — в Погореловский сельсовет.
Расположена на левом берегу реки Тиксна. Расстояние по автодороге до районного центра Тотьмы — 61 км, до центра муниципального образования деревни Погорелово — 12,5 км. Ближайшие населённые пункты — Комарица, Топориха, Юбилейный.
По переписи 2002 года население — 4 человека.
В деревне родился Герой Советского Союза Иван Серков.